# Bruno Neibecker

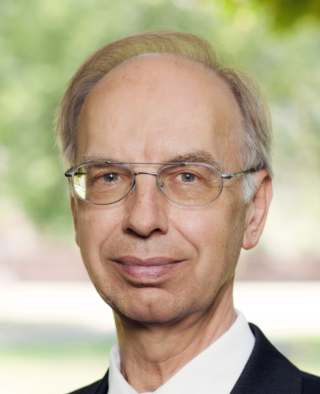
Bruno Neibecker (2013)

Bruno Neibecker (* 1953) ist ein deutscher Ökonom und ehemaliger Hochschullehrer. Er war bis zu seiner Pensionierung im Jahr 2017 Professor für Betriebswirtschaftslehre und Marketing am Karlsruher Institut für Technologie (ehemals Universität Karlsruhe (TH)). Seine Schwerpunkte liegen in den Bereichen Konsumenten- und Kommunikationsforschung, „Psychometrics“ und IT-Anwendungen im Marketing. Schwerpunkte sind die Verknüpfung expliziter und impliziter Messtechniken und die Entwicklung von Expertensystemen zur Werbewirkungsanalyse.

## Werdegang
Im Jahr 1973 machte Neibecker das Abitur am Wirtschaftsgymnasium in Saarbrücken. Er studierte an der Universität des Saarlandes. Danach arbeitete er zunächst bei der NCR GmbH in Augsburg, bevor er 1985 an der Universität des Saarlandes promoviert wurde und 1989 die Habilitation folgte. Nach Lehrstuhlvertretungen an der Johann Wolfgang Goethe-Universität Frankfurt am Main, der Universität Trier und der Universität der Bundeswehr in Hamburg wurde Neibecker 1991 Universitätsprofessor in Karlsruhe. Neibecker ist Autor zahlreicher Bücher und Artikel im nationalen und internationalen Bereich. Er ist Mitherausgeber der Reihen Konsum und Verhalten und Markt – Kommunikation – Innovation. Er war von 1993 bis 2004 Mitglied des Editorial Board des International Journal of Research in Marketing.